# Final da Taça dos Clubes Campeões Europeus de 1958–59
A Final da Taça dos Clubes Campeões Europeus de 1958–59 foi a quarta final da Taça dos Campeões Europeus, agora conhecida como Liga dos Campeões da UEFA. Foi disputada entre o Real Madrid de Espanha e o Stade de Reims-Champagne de França. O jogo decorreu no Neckarstadion em Estugarda em 3 de junho de 1959, com uma assistência de 80.000 pessoas.
O jogo terminou 2–0 para o Real Madrid, que ganhou assim pela quarta vez consecutiva, derrotando o Reims pela segunda vez em quatro anos. O Real Madrid dominou o jogo, com golos de Enrique Mateos e Alfredo Di Stefano.

## Caminho para a final
| Real Madrid        | Real Madrid          | Real Madrid | Real Madrid | Fase             | Reims             | Reims | Reims   | Reims   |
| ------------------ | -------------------- | ----------- | ----------- | ---------------- | ----------------- | ----- | ------- | ------- |
| Oponente           | Total                | 1º jogo     | 2º jogo     |                  | Oponente          | Total | 1º jogo | 2º jogo |
| Não jogou          | Não jogou            | Não jogou   | Não jogou   | Fase preliminar  | Ards              | 10–3  | 4–1 (F) | 6–2 (C) |
| Beşiktaş           | 3–1                  | 2–0 (C)     | 1–1 (F)     | Primeira fase    | HPS               | 7–0   | 4–0 (C) | 3–0 (F) |
| Wiener Sport-Club  | 7–1                  | 0–0 (F)     | 7–1 (C)     | Quartas-de-final | Standard de Liège | 3–2   | 0–2 (F) | 3–0 (C) |
| Atlético de Madrid | 2–2 (Repetição: 2–1) | 2–1 (C)     | 0–1 (F)     | Semifinais       | Young Boys        | 3–1   | 0–1 (F) | 3–0 (C) |

## Jogo

### Detalhes
| 3 de Junho de 1959 | Real Madrid                | 2 – 0 | Stade de Reims-Champagne | Neckarstadion, Estugarda       |
|                    | Mateos 2' · Di Stéfano 47' |       |                          | Público: 80,000 Árbitro: Dusch |

| Real Madrid | Stade de Reims |

| REAL MADRID:   |    |                    |
|                |    |                    |
| GR             | 1  | Rogelio Domínguez  |
| D              | 2  | Marquitos          |
| D              | 3  | José Santamaría    |
| D              | 4  | José María Zárraga |
| D              | 5  | Juan Santisteban   |
| M              | 6  | Antonio Ruiz       |
| M              | 7  | Raymond Kopa       |
| M              | 8  | Enrique Mateos     |
| M              | 9  | Alfredo di Stéfano |
| A              | 10 | Héctor Rial        |
| A              | 11 | Francisco Gento    |
| Treinador:     |    |                    |
| Luis Carniglia |    |                    |

| STADE DE REIMS: |    |                    |
|                 |    |                    |
| GR              | 1  | Dominique Colonna  |
| D               | 2  | Bruno Rodzik       |
| D               | 3  | Robert Jonquet (c) |
| D               | 4  | Raoul Giraudo      |
| D               | 5  | Armand Penverne    |
| M               | 6  | Michel Leblond     |
| M               | 7  | Robert Lamartine   |
| M               | 8  | René Bliard        |
| M               | 9  | Just Fontaine      |
| A               | 10 | Roger Piantoni     |
| A               | 11 | Jean Vincent       |
| Treinador:      |    |                    |
| Albert Batteux  |    |                    |